# Darwin’s Journey
Darwin’s Journey ist ein Worker-Placement-Brettspiel von Simone Luciani und Nestore Mangone. Die Spieler treten dabei in die Fußstapfen von Charles Darwin auf seiner zweiten Reise bei den Galapagos-Inseln, wo er die Evolutionstheorie entwickelte und neue Tier- und Pflanzenarten erforschte.

## Entwicklungsgeschichte
Der Ursprung hatte Darwin’s Journey, als ThunderGryph-Gründer Gonzalo Aguirre Bisi bei einem Spieletesttreffen Luciani vorschlug, ein Spiel von ihm mit einer Crowdfundingkampagne zu finanzieren. Simone Luciani willigte ein, forderte jedoch entgegen der üblichen Vorgehensweise, dass ein Spieleentwickler einen Prototyp dem Publisher vorstellen sollte, dass er dies mit einem völlig neuen Spiel machen wolle – woraus schließlich Darwin’s Journey entstand.
Die entsprechende Crowdfunding-Kampagne für das Spiel wurde schließlich Anfang 2021 auf Kickstarter finanziert. Das Spiel konnte dabei über eine Million Euro von 17'000 Unterstützern sammeln und hat damit die Erwartungen des Publishers übertroffen. Die ursprünglich vom Publisher ThunderGryph Games geplante Produktionszeit von zehn Monaten hatte sich jedoch aufgrund der durch von Lieferverzögerungen aufgrund der COVID-19-Pandemie verdoppelt und auch die Preise stiegen enorm. Um die Aufnahme eines Kredits zu verhindern verzögerte der Publisher die Veröffentlichung und konnte das Spiel schließlich 2023 ohne weitere finanzielle Unterstützung veröffentlichen.

## Spielmaterial
Neben dem Hauptspielbrett und vier Spielertableaus besteht das Spiel aus folgendem Spielmaterial:
- 16 Besatzungskarten
- 56 gewöhnliche Wachssiegel (14 pro Typ: gelb, rot, blau, grün)
- 12 spezielle Wachssiegel (lila)
- 16 Museumsplättchen
- 16 Exemplarmarker
- 16 Vorläufiges-Wissen-Marker
- 30 Forschungsmarker
- 12 Sonderaktionsplättchen
- 8 Anfangszielplättchen (4 silberne, 4 goldene)
- 2 Neutrale-Linse-Marker
- 40 Münzen
- 12 Beagle-Ziel-Plättchen
- 8 Korrespondenzplättchen
- 1 HMS-Beagle-Marker
- 1 2-Spieler-Zugreihenfolge-Aktionsmarker
- 1 Spielerhilfe
- 20 Zielplättchen (10 silberne, 10 goldene)

## Spielweise

### Spielaufbau
Das Spiel wird auf einem Hauptspielbrett gespielt, dass im oberen Bereich mehrere Tagebücher Darwins mit verschiedenen darin enthaltenen Aktionsfelder umfasst und im unteren Teil den Weg der Beagle nachstellt, auf dem die Spieler mit ihren eigenen Schiffen und Forschern die jeweiligen Inseln erforschen und Exemplare neuer Arten sammeln.
Im oberen Teil gibt es neben zwei Hauptbüchern mit Standard-Aktionsfeldern, die in allen Spielen gleich sind, ein Sondertagebuch mit Aktionsfelder, die von Spiel zu Spiel variieren. Weiter gibt es am Ende jeder Spielrunde eine Zwischenwertung durch ein Beagle-Ziel-Plättchen vorgegebenes Kriterium und auch den Spielern selbst stehen zu Spielstart unterschiedliche individuelle Zielplättchen zur Verfügung, die ein bestimmte Ziele zu Beginn des Spiels vorgeben können.

## Spielablauf
Das Spiel besteht aus fünf Runden, wobei der Spielfortschritt mit der Beagle, dem Schiff von Charles Darwin, markiert wird. Neben dem übergeordneten thematischen Ziel, mit ihren Forschern auf den jeweiligen Inseln möglichst viele Arten zu sammeln, verfolgen die Spieler verschiedene Zwischenziele, die einerseits durch die am Beagle-Zielplättchen am Ende jeder Runde sowie Zielplättchen vorgegeben werden. Den Spielern stehen dabei zu Beginn vier Arbeiter zur Verfügung, die hierfür auf verschiedene Felder platzieren können, um Aktionen durchzuführen. Sollte dabei ein Spieler auf einem Buch oder einer Buchseite bereits zuvor eine Aktion durchgeführt haben, müssen die nachfolgenden Spieler jeweils hierfür bezahlen.

### Aktionsfelder

#### Hauptbücher
Die Standardaktionen in den beiden Hauptbüchern können von mehreren Spielern belegt werden, während durch Linsen freischaltbare verbesserte Aktionsfelder nur jeweils von einem einzelnen Spieler belegt werden können. Der hierfür eingesetzte Arbeiter muss ein Wachssiegel der jeweiligen Farbe besitzen oder ein lila Wachssiegel, das einen Joker darstellt.

##### Erkundung
Mit dieser Aktion kann man seine Forscher auf den jeweiligen Inseln bewegen. Standardmäßig bewegt sich dieser zwei Schritte, wobei die Felder die von anderen Spielern bereits belegt sind, übersprungen werden. Am Ziel angelangt kann die die dortige Ortsaktion durchführen. Diese Ortsaktionen können beispielsweise das einsammeln von Tier- oder Pflanzenexemplaren sein, das setzen von Briefmarken oder ein Zeltplatz, bei der man ein Zelt setzen kann, um so eine Belohnung zu erhalten.

##### Navigation
Mit dieser Aktion kann der Spieler sein Schiff vorwärts bewegen. Im Gegensatz zu den Inseln gibt es hier abgesehen von zwei Zeltplätzen und Punktefeldern am Schluss des Spielfelds keine Belohnungen auf dem Spielfelds und es gibt auch kein überspringen gegnerischer Spieler. Hingegen schaltet man mit Fortschreiten auf der Navigationsleiste Forscher auf neuen Inseln frei. Ebenfalls hält man hiermit mit der Beagle mit, die auch als Rundenmarker dient. Fällt man hinter die Beagle von Charles Darwin zurück, erhält man am Ende der Runde jeweils einen vom Rückstand abhängigen Punktabzug auf den erfüllten Zwischenzielen.

##### Korrespondenz
Dieses Feld ermöglicht dem Spieler Briefmarken auf Umschlägen zu platzieren, die am Ende der jeder Runde den Spielern mit den meisten Briefmarken eine Bonusaktion ermöglichen. Ebenfalls gibt es Belohnungen für das entfernen von jeweils vier Briefmarken vom eigenen Spielertableau. Darwin selbst hat auf seiner zweiten Reise mit der Beagle ebenfalls seine Erkenntnisse bereits während der Reise nach England zurückgeschickt.

##### Akademie
In der Akademie sammeln die Spielteilnehmer Wachssiegel, die zur Verbesserung der im Spiel zur Verfügung stehenden Arbeiter dienen. Sobald ein Arbeiter vier Wachssiegel besitzt, erreicht dieser die silberne Auszeichnung und damit eine erste Verbesserung seiner Aktionen im Haupt- und Sondertagebuch. Sobald ein Arbeiter alle fünf Wachssiegel hat, hat dieser die goldene Auszeichnung erreicht und damit eine weitere Verbesserung sowie Siegespunkte. Mit den Wachssiegeln entwickeln die eigenen Arbeiter verschiedene Spezialisierungen. Eine bestimmte Kombination von Wachssiegeln auf Arbeitern ermöglicht dem Spieler zu dem das Erfüllen von Besatzungskarten, die weitere Belohnungen bereitstellen.

#### Sondertagebuch
Im Sondertagebuch gibt es jeweils sechs mögliche, verschiedene Aktionsfelder. Diese benötigen eine Kombination verschiedener Siegel und stellen hierfür verschiedenste Aktionen bereit. Zu Beginn des Spiels sind jeweils zwei der Aktionen bereits verfügbar, der Rest muss mittels Linsen freigeschaltet werden.

#### Kleines Tagebuch
Das Kleine Tagebuch ermöglicht einem gegen das bezahlen eines bestimmten Geldbetrags das setzen einer Linse, damit schalten die Spielenden ein neues Aktionsfeld frei, die sie jeweils gleich selbst einmal durchführen können. Sollte in Zukunft jemand ein durch eine eigene Linse freigeschaltetes Aktionsfeld benutzen, erhält der Linsenbesitzer eine Münze als Belohnung.

#### Museum
Ein weiterer Aktionskomplex umfasst das versenden von Museumsexemplaren. Hier ist die Hauptaktion das Versenden von Exemplaren, die man zuvor hauptsächlich durch die Erkundung der Galapagosinseln gefunden hat. Zu Beginn des Spiels gibt das abliefern von Exemplaren mehr Geld, während es gegen den Schluss des Spiels mehr Schritte auf der Evolutionsmarkerleiste gibt, die am Ende des Spiels wiederum Siegespunkte gibt. Weiter können die Spielenden auch für sich selbst bereits durch andere Spieler abgelieferte Exemplare erforschen, dies kann zur Erfüllung eigener Ziele oder Zwischenziele nützlich sein.

#### Zugreihenfolge reservieren
Über dieses Feld kann wird der Startspieler bestimmt, zusätzlich erhält man zwei Münzen.

#### Ziel erhalten
Über dieses Feld kann man ein weiteres silbernes oder goldenes Ziel aussuchen.  Erfüllt man ein solches Ziel, das sich von den anderen durch die Schwierigkeit unterscheidet, kann man dies auf dem Spielertableau in einen dafür vorgesehenen Slot setzen und erhält dafür verschiedene Belohnungen und Verbesserungen, teilweise gegen Zahlung von zusätzlichem Geld.

## Rezeption und Ausgaben
Das Spiel wurde gemäß einer Auflistung von BoardGameGeek in 13 verschiedenen Sprachversionen ausgegeben. Eine digitale Implementation des Spiels erschien im Oktober 2024 auf Board Game Arena.
Nach seiner Veröffentlichung wurde Darwin’s Journey für verschiedene Spielepreise nominiert, unter anderem für den International Gamers Award in der Kategorie Multiplayer oder den MinD-Spielepreis in der Kategorie für komplexe Spiele, wo das Spiel den 3. Platz erreichte. Die digitale Board-Game-Arena-Implementation konnte 2025 noch vor Terraforming-Mars-Implementation den Preis für das beste Expertenspiel auf der Plattform holen.
Der Spielekritiker Udo Bartsch bewertete das Spiel als reizvoll, die zweithöchste seiner Bewertungskriterien. Er bezeichnet das Spiel als „sehr schön gestaltet“ und das Spielsystem zwar komplex, aber auch als „sehr logisch und dicht“. Roy von BoardGameMonkey sieht in Darwin’s Journey ebenfalls ein herausforderndes Spiel und empfiehlt das Spiel für Freunde von „Italo-Euro-Games“. Der Ringbote bezeichnete das Spiel als „Festschmaus für alle Spieler, die verzahnte und verkettete Spiele feiern“. Die Spielkultisten bewerten Darwin’s Journey ebenfalls als „(gehobenes) Kenner- bis Expertenspiel“ und sprachen in ihrem Fazit dem Spiel eine Empfehlung aus. Brett & Pad gab dem Spiel eine Wertung von 8,5 von 10 Punkten und hob dabei die verschiedenen strategischen Wege im Spiel hervor, befand jedoch, dass die Erstpartie mit seinen vielen Möglichkeiten überfordern kann und kritisierte das unübersichtliche Spielbrett. Die Fachzeitschrift Spielbox gab dem Spiel eine Durchschnittsnote von 7,75.

## Erweiterungen

### Feuerland
Die Erweiterung Feuerland erschien zusammen mit dem Hauptspiel und wurde den Unterstützern der Kickstarterkampagne bereits mitgeliefert. Sie fügt dem Hauptspiel eine neue Karte mit mehr Aktionsmöglichkeiten, die den Spieler auf das namensgebende Feuerland mitnimmt. Sie fügt dem Spiel ein Zeitmanagement und Abenteuerkarten hinzu, die Ereignisse darstellen, die dem Spieler oftmals im Gegenzug zu ausgebener Zeit unterschiedliche Bonusse geben. Zu viel ausgegebene Zeit führt  handkehrtum neben einem Punktabzug wiederum zu verschiedenen Zeitstrafen.

### Oceania
Am 14. Januar 2025 ist die Kickstarter-Kampagne für die zweite Erweiterung zu Darwin's Journey gestartet, die am 5. Februar erfolgreich finanziert wurde. Es bietet wiederum eine neue Spielkarte, fügt dem Spiel andere Spezien hinzu sowie weitere neue Funktionalitäten wie eine Universität zur Anstellung eines Professors, ein Postbüro oder verschiedene Gefahren. Aufgrund der neuen Karte wird diese Erweiterung auch nicht kompatibel mit der Feuerland-Erweiterung sein.